# De Havilland DH.87 Hornet Moth
El De Havilland DH.87 Hornet Moth (‘oruga perforadora de chopos’ en inglés) fue un avión monomotor de cabina cerrada construido por la De Havilland Aircraft Company en 1934 como posible sustituto para su biplano de entrenamiento de gran éxito, el Tiger Moth. Aunque su cabina biplaza, con los asientos situados lado a lado, aproximaba su configuración a la de los aviones modernos que tendrían que volar más adelante los alumnos pilotos, la RAF no mostró interés y el avión se produjo finalmente para propietarios privados.

## Historia y desarrollo

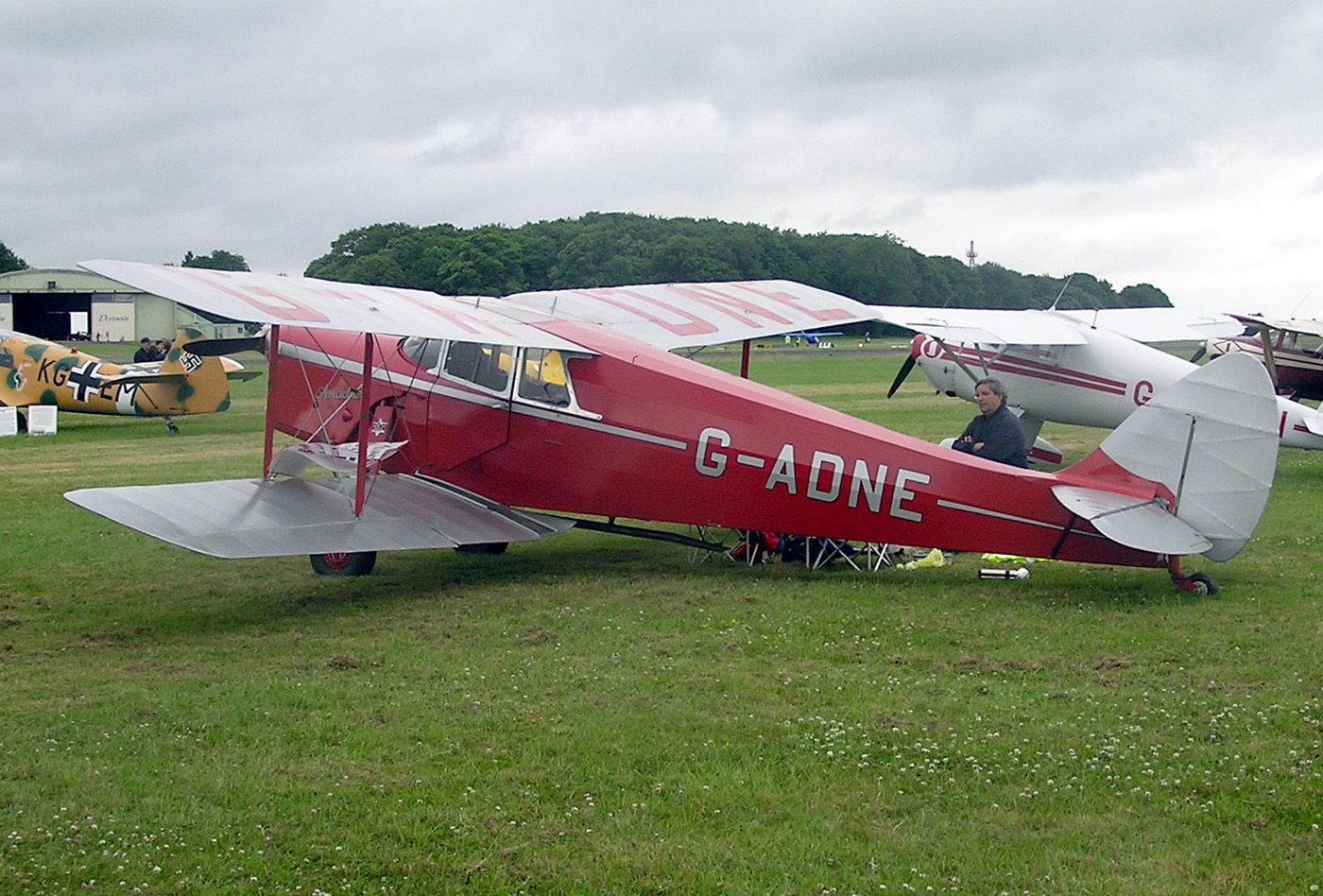
De Havilland DH.87B Hornet Moth (G-ADNE), de 1936.

El primer vuelo del prototipo tuvo lugar en Hatfield, el 9 de mayo de 1934. Junto con otros dos aviones de desarrollo, se realizó un extenso programa de pruebas que dieron como resultado que los primeros aviones para la venta, bajo la denominación DH.87A, y completados en agosto de 1935, llevasen un ala con extradós de mayor curvatura. Pero se halló que estas ocasionaban problemas, especialmente en el aterrizaje con toma de tres puntos (ambas ruedas principales y la de cola entran en contacto con el suelo al mismo tiempo): los extremos del ala tenían tendencia a entrar en pérdida, ocasionando dificultades al piloto y, con frecuencia, daños en el avión. 
Desde principios de 1936, De Havilland ofreció a los propietarios de DH.87A cambiar las alas originales por otras de repuesto de forma en planta rectangular prácticamente sin ahusamiento y con puntas casi cuadradas a precio reducido; los aviones que incorporaron esta modificación desde fábrica fueron designados DH.87B (más o menos desde el número de serie 68). La envergadura de la nueva variante era 20 cm menor, y su peso ligeramente mayor, con el consiguiente empeoramiento de prestaciones.
El desarrollo siguiente consistió en una versión construida como hidroavión por De Havilland Aircraft of Canada Ltd. El Ministerio del Aire adquirió en 1937 cuatro ejemplares para evaluarlos como hidroaviones en el Marine Aircraft Experimental Establishment de Felixstowe, Suffolk.
La producción total fue de 164 aparatos, de los que 84 se matricularon inicialmente en Gran Bretaña. Muchos fueron requisados en la Segunda Guerra Mundial para servir en las fuerzas armadas, sobre todo en la RAF, como aviones de enlace.

## Variantes
DH.87 Hornet Moth
Prototipos.
DH.87A Hornet Moth
Modelo original de producción.
DH.87B Hornet Moth
Segundo modelo de producción, con alas modificadas.

## Operadores

### Militares
Francia
- Armée de l'air[1]

 Portugal
- Fuerza Aérea Portuguesa

 Reino Unido
- Real Fuerza Aérea: 1940-45.
- Marina Real-Fleet Air Arm: un avión requisado y cuatro desde Canadá.[2]

 Sudáfrica
- Fuerza Aérea Sudafricana

## Supervivientes
- DH.87B G-ADOT, en el museo de Havilland en London Colney, Reino Unido.
- DH.87B OY-DEZ, en la Dansk Veteranflysamling en Stauning, Dinamarca. Es el avión más antiguo del país en condiciones de vuelo.

## Especificaciones (DH.87B)
Referencia datos: Jane's All the World's Aircraft 1938, De Havilland Aircraft since 1909 

### Características generales
- Tripulación: Uno (piloto)
- Capacidad: Un pasajero
- Longitud: 7,6 m (24,9 ft)
- Envergadura: 9,7 m (31,9 ft)
- Altura: 2 m (6,6 ft)
- Superficie alar: 22,7 m² (244,5 ft²)
- Perfil alar: RAF 15[5]
- Peso vacío: 563 kg (1240,9 lb)
- Peso cargado: 885 kg (1950,5 lb)
- Planta motriz: 1× motor en línea invertido de 4 cilindros refrigerado por aire De Havilland Gipsy Major I.
  - Potencia:
- Hélices: Bipala de paso fijo
- Capacidad de combustible: 159 L en depósito del fuselaje; 9 L de aceite en depósit refrigerante

### Rendimiento
- Velocidad máxima operativa (Vno): 200 km/h (124 MPH; 108 kt) a nivel del mar
- Velocidad crucero (Vc): 169 km/h (105 MPH; 91 kt)
- Velocidad de entrada en pérdida (Vs): 64 km/h (40 MPH; 35 kt)
- Alcance: 1000 km (540 nmi; 621 mi)
- Techo de vuelo: 4500 m (14 764 ft)
- Régimen de ascenso: 3,5 m/s (689 ft/min)
- Carga alar: 8 kg/m² (1,6 lb/ft²)
- Potencia/peso: 0,110 kW/kg (0,067 hp/lb)
- Tiempo a altitud: 8 min 45 s para 1524 m (5000 pies)

## Aeronaves relacionadas

### Secuencias de designación
- Secuencia DH._ (interna de de Havilland): ← DH.84 - DH.85 - DH.86 - DH.87 - DH.88 - DH.89 - DH.90 →